# Karapanã
karapanã es un grupo étnico originario de las selvas del departamento colombiano de Vaupés y el estado brasileño de Amazonas, disperso por los ríos Ti, Piraparaná y Papurí, de la cuenca del Vaupés. En ñe'engatú, el nombre karapanã significa "pequeño noctámbulo", una alusión a su autodesignación como müdea ("mosquitos"). Aunque cada clan tiene su propio nombre, todos se consideran "médicos de la gran abeja del río" (riberoa paârâ ücomajâ).
Viven en "malocas" o casas comunales wii, rectangulares, orientadas de oriente a occidente, con techo de dos aguas que alcanza 8 m de altura.
Su economía articula la agricultura itinerante, la pesca y la caza. Su principal cultivo es la yuca amarga. Usan diversos instrumentos para pescar: trampas o redes elaboradas por ellos, barbasco y arco y flecha.
Fabrican "budares" o sartenes para tostar la harina de yuca y para obtener el "casabe"; exprimidores; diferentes canastas; flautas, trompetas, tambores y coronas de plumas para las ceremonias.
Su lengua pertenece a la rama oriental de la Familia Tucano. Son una fratria exógama, que mantiene alianzas matrimoniales con otras de la región, lo que ha resultado en el multilingüismo de toda la población.